# アルベール・ティボーデ
アルベール・ティボーデ（Albert Thibaudet、1874年4月1日 - 1936年4月16日）は、フランスの文芸評論家。姓はチボーデと表記されることが多い。
ソーヌ＝エ＝ロワール県トゥールニュ生まれ。アンリ・ベルクソンの弟子で、ルソーを研究し、ジュネーヴ大学で教え、ジュネーヴ学派の一人であった。戦間期のフランス文学に最も影響を与えた人物の一人。『新フランス評論』に長く寄稿した。

## 日本語訳
- 『批評の生理学』テイボオデ 石川湧訳、春秋社 1935年
- 『ボオドレエル論』アルベエル・チボオデ 笹森猛正訳、白水社 1939年（仏蘭西文芸思潮叢書）
- 『小説の美学』生島遼一訳、白水社 1940年（再版1955年ほか）／人文書院 1967年
- 『スタンダール伝』大岡昇平訳、青木書店 1942年
- 『ベルグソンの哲学』高橋広江訳、三田文学出版部 1943年
- 『フランス文学史』A・ティボーデ、ダヴィッド社（上下） 1952年-1954年／角川文庫（上中下） 1960年-1961年。副題：1789年から現代まで
鈴木信太郎・辰野隆監訳／小林正、市原豊太、佐藤正彰、平岡昇、河盛好蔵訳
- 『小説の読者』A.チボーデ 白井浩司訳、ダヴィッド社 1957年（現代小説作法）
- 『フローベール論』A.チボーデ 戸田吉信訳、冬樹社 1966年、新版1977年
  - 『ギュスターヴ・フロベール』アルベール・チボーデ 戸田吉信訳、法政大学出版局 2001年（叢書・ウニベルシタス）
- 『批評の生理学』A.チボーデ 戸田吉信訳、冬樹社 1969年
- 『スタンダール論』A.チボーデ 河合亨、加藤民男共訳、冬樹社 1968年
- 『ポール・ヴァレリー』アルベール・チボーデ 森英樹訳、理想社 1970年
- 『内面の作家 ボードレール・フロマンタン・アミエル』A.チボーデ 梶野吉郎、金井裕、川端康夫訳、而立書房 1974年
- 『マラルメ論』アルベール・ティボーデ、田中淳一、立仙順朗訳、沖積舎 1991年